# 千廝門
千廝門，也作「千斯門」，是十七座重慶城門靠嘉陵江邊的兩個開門之一，西距臨江門約八百米，東距朝天門約五六百米，隔江與江北城相望，千廝門有瓮城，瓮城門向西，上書「千斯鞏固」四字；正門向北，上書「千斯門」三字。

## 歷史[1]
該門宋代即有，據《元史》卷一百五十四石抹按只、石抹不老傳，至元十三年，石抹不老領隨翼軍五百人襲宋軍，直抵重慶城下，攻千斯門，宋軍驚潰，溺死者眾，生擒三十餘人。
乾隆二十五年八月二十八日，朝天千斯門內大火。
過去這裡是糧貨集散之地和倉庫區，來去川北的貨物與旅客多在此門上下船，其千帆競發、人流攢動之況，曾盛極一時。其貨物以棉花為大宗，所以有「千廝門，花包子，白雪如銀」之諺。《詩·小雅·甫田》：「乃求千斯倉，乃求萬斯箱。」，即千斯門內外有千倉萬倉，預祝豐收滿倉的意思。

## 川江號子
- 千廝門，花包子，雪白如銀（開）[6]，或作白雪如銀[5]。
- 千廝門雞毛土地靈得很，還雞願燒香火要數船民[7]。
- 千廝門，飛纜子，掛滿牽藤[8]。